# Sweet Jane (chanson)
Cet article concerne la chanson. Pour le film de 1998, voir Sweet Jane (film).
Pistes de Loaded
Who Loves the Sun Rock and Roll
Sweet Jane est une chanson du Velvet Underground, apparue pour la première fois sur l'album Loaded en 1970.
Le morceau fut composé par Lou Reed, le leader du groupe; une fois celui-ci séparé, Reed l'intégra à ses propres performances live. Lorsque Loaded fut réalisé en 1970, le pont de la chanson n'apparaissait pas. Le coffret  Peel Slowly and See et la réédition Loaded: Fully Loaded Edition le restaura.
La chanson apparait aussi sur les albums suivants : Live at Max's Kansas City, 1969: The Velvet Underground Live, Peel Slowly and See, Live MCMXCIII, American Poet, Rock 'n' Roll Animal, Live: Take No Prisoners, Live in Italy, The Concert for the Rock and Roll Hall of Fame, Rock and Roll: an Introduction to The Velvet Underground, NYC Man (The Ultimate Collection 1967–2003), Live on Letterman: Music from The Late Show et Berlin: Live At St. Ann's Warehouse.

## Histoire
La première version de la chanson fut enregistrée au début de 1970 et fut intégrée dans l'album Loaded. Mais une version antérieure existait : en 1969, le Velvet jouait sur scène une version du morceau avec un tempo plus lent : on retrouve ceci sur l'album 1969: The Velvet Underground Live. Lou Reed viendra aussi à l'inclure sur ses albums live, notamment sur le célèbre Rock 'n' Roll Animal de 1974. Il y a une différence entre la façon de jouer ce morceau sur ces albums, en effet, le Velvet le jouait sur un accord en ré, alors que Lou Reed le jouait en mi, à part la version apparue sur l'album Live in Italy de 1984.

## Reprises
La chanson fut reprise à de nombreuses occasions :
- En 1972, Mott the Hoople sur leur album All the Young Dudes produit par David Bowie. Le morceau est sorti en single au Canada, Pays-Bas, Portugal, Espagne et États-Unis.
- Toujours en 1972, David Bowie et Lou Reed l’interprètent en duo lors d'un concert de bienfaisance le 8 juillet au Royal Festival Hall de Londres[1].
- En 1973, Brownsville Station sur leur album Yeah!
- En 1985, The Afflicted sur Good News About Mental Health
- En 1988, Cowboy Junkies sur The Trinity Session. Leur version se retrouve sur la bande originale du film Tueurs nés d'Oliver Stone. Celle-ci est basée sur la version live de 1969, et est la préférée de Lou Reed qui la décrit comme étant "la meilleure et la plus authentique des versions que je n'ai jamais entendu"[2]. Elle aussi présente sur la bande originale du film Flight.
- En 1989, 2 Nice Girls enregistrèrent une reprise de la chanson combinée avec un morceau de Joan Armatrading, Love and Affection
- En 1997, The Sugarcubes sur leur album de reprises Cover Me.

Lou Reed interpréta la chanson en duo avec le groupe Metallica le 25 octobre 2009 au Madison Square Garden de New York, pour célébrer le 25e anniversaire du Rock and Roll Hall of Fame.